# محمد عماد طاهری
محمد عماد طاهری (۱۲۶۴–۱۳۵۰ ش) فرزند احمد ملقب به «عمادالشریعه» از خوشنویسان و نستعلیقنویسان بنام سدهٔ گذشته است.
او در تهران به دنیا آمد و به تحصیل قواعد خط نزد محمدحسین خوشنویس‌باشی و همچنین استادان دیگر پرداخت. طاهری در جوانی به استخدام وزارت فرهنگ درآمد و در ۱۳۲۲ ش بازنشسته شد.
خوشنویسانی چون ابراهیم بوذری و عبدالله فرادی از شاگردان او هستند.